# Pieraldo Nemo
Pieraldo Nemo (Fondi, 6 gennaio 1955) è un allenatore di calcio ed ex calciatore italiano.

## Carriera

### Calciatore
Ha fatto parte della rosa della Juventus nella stagione 1973-74, con la quale disputò una partita di Coppa Italia, che fu la partita d'esordio in maglia bianconera anche per Paolo Rossi.
Nel 1974 passa al Catanzaro dove milita per due stagioni in Serie B prima di ottenere la promozione in Serie A; nell'anno dei giallorossi in massima serie Nemo disputa 21 partite.
Nella stagione seguente di Serie B rimane al Catanzaro, che aiuta a risalire in Serie A con 15 presenze ed una rete (nella vittoria 1-2 a Cagliari).
Nella Serie A 1978-1979 disputa una sola partita, prima di passare al Campobasso dove disputa tre stagioni in Serie C1.
Termina la carriera in Serie C2 con le maglie di Vigor Senigallia, Turris e Osimana.
In carriera ha totalizzato complessivamente 22 presenze in Serie A e 79 presenze e 4 reti in Serie B.

### Allenatore
Ha allenato il Sassoferrato tra il 1997 e il 1998. In seguito ha guidato la Vis Pesaro nella Serie C1 2003-2004 e poi il Taranto nella Serie C2 2004-2005.
Successivamente Nemo si è cimentato nell'atletica leggera, allenando atleti di livello nazionale e internazionale dell'Atletica Osimo, come la pluricampionessa anconetana Serena Frolli.